# 马可波罗奥林匹克马术中心
馬可波羅奧林匹克馬術中心位於雅典市東南方，中心內有馬場、馬廄、商務中心、固定看台和活動看台。
馬可波羅奧林匹克馬術中心總面積為1200平方公里，一共有三個比賽場地，障礙賽比賽場地擁有7800個座位，馬場馬術場地有6000個座位，越野賽場地是眾多場地中能容納人數最多的場地，一共為13100個座位，工程由希臘體委會負責，並在2003年12月正式完工。2004年夏季奧林匹克運動會馬術比賽在此舉行。